# 花の喧嘩旅
『花の喧嘩旅』は、1975年6月25日に ビクターより発売された橋幸夫の128枚目のシングル（SV-2488）である。

## 概要
- 作詞、作曲は橋の両恩師である佐伯孝夫と吉田正である。明治生まれの佐伯は、このころには老齢の域に達しており（昭和56年3月18日没[2]、満78歳）、橋への詩の提供は急減、本作は、1973年リリースの『おとぼけ音頭どどんがどん』から、1年半以上の間があいている。
- 3ヶ月後にリリースされた『傘』は、佐伯は一般公募作品の補作を担当、c/wの「東京シャンゼリゼ」は作詞しているものの[3]股旅ものではなく、本楽曲が佐伯作詞によるの最後の股旅歌謡楽曲となっており、事実上、佐伯の橋への遺作となっている。
- この後、股旅物は阿久悠作詞でシングルやアルバム、星野哲郎作詞でアルバムを制作しているが、曲数は、大きく減らしている。
- 佐伯の股旅ものは、板東（関東）ものと信州ものが多いが、本作は『潮来笠』『磯ぶし源太』『成田の花太郎』『花太郎笠』同様、板東（関東）ものに属する。
- 橋の楽曲には、間奏にセリフが入っている楽曲は珍しくはないが、本楽曲には、かなり長い台詞が入っているのが特徴となっている。
- c/wの「ある結婚式」は、雑誌の「スタア」で一般公募したもの[3]で、作曲は吉田正である。

## 収録曲
1. 花の喧嘩旅
作詞： 佐伯孝夫、作・編曲：吉田正
2. ある結婚式
作詞： 津田まさし、作・編曲：吉田正

## 収録アルバム
- 最近のCDアルバム、CD-BOXへの収録はない。